# The Siren of the Woods
"Siren of the Woods" es el segundo sencillo realizado por la banda sinfónica de Suecia Therion.

## Canciones
1. "The Siren of the Woods" (Version Del Sencillo)
2. "Cults of the Shadow" (Version editada)
3. "Babylon"

## Credits
- Christofer Johnsson - guitarra, vocales, Teclados.
- Piotr Wawrzeniuk - Batería, vocales.
- Lars Rosenberg - bajo.
- Jonas Mellberg - guitarra, guitarra criolla, teclados.

### Invitados
- Dan Swanö - vocales.
- Anja Krenz - solo soprano.
- Axel Pätz - solo barítono.
- Jan Peter Genkel - Teclados adicionales.

### Coros
- North German Radio Choir
- Siren Choir